# 品川孝子

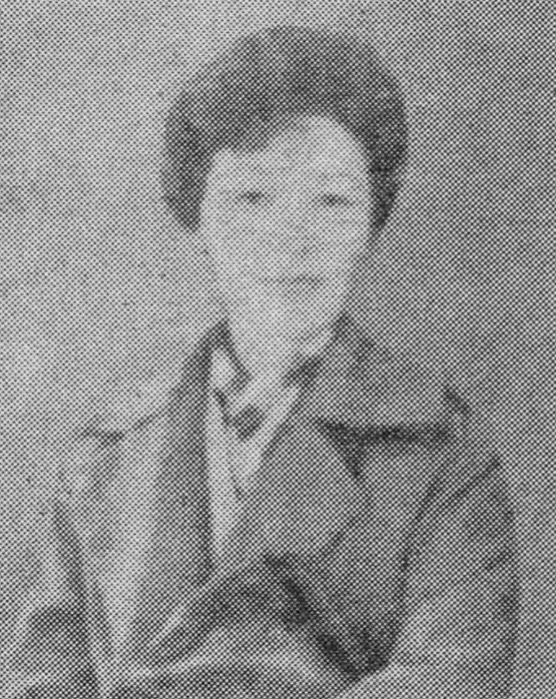
品川孝子（1960年）

品川 孝子（しながわ たかこ、1922年1月2日- 2016年1月27日）は、日本の教育評論家。
新潟県妙高野原町生まれ。日本女子大学家政学部卒。児童科で児童心理学を専攻し卒業。田中教育相談所、主婦の友相談室で教育相談を担当。品川不二郎と結婚、共著も多く、マスコミ、講演を行った。

## 著書
- 『よい親よくない親』ひかりのくに昭和出版　ママ・ぶつくす　1958
- 『しつけの基本 幼児の家庭教育』日本文化科学社　1959
- 『反抗期の導きかた』国土社　こどものもんだい 1960
- 『三歳までにこれだけは』あすなろ書房　1964
- 『九歳までにこれだけは 七歳から四年生までの心理と勉強としつけ』あすなろ書房　1965
- 『親がしつけで迷うとき』あすなろ書房　1966
- 『仕事をもつ母の育児』あすなろ書房　1968
- 『親でなければできない教育』あすなろ書房　1971
- 『手をやくときの扱い 幼児とつきあう法』あすなろ書房　1973
- 『迷わないしつけ』家の光協会　1974
- 『反抗期 そのとき親は』あすなろ書房　1976
- 『子どもの心理しつけ事典』あすなろ書房　1977
- 『続・親でなければできない教育』あすなろ書房　1982
- 『親になるためのライセンス』あすなろ書房　1988
- 『品川孝子・小学生のしつけ相談 こんなときどうする』あすなろ書房　1988
- 『品川孝子・幼児のしつけ相談 こんなときどうする』あすなろ書房　1988
- 『子どもを自立的人間に育てる』あすなろ書房　1990
- 『忙しいお母さんの失敗しない子育て』あすなろ書房　1991
- 『忘れていませんか子育てで大切なことを』企画室 1991
- 『心を育てる母親学 親の生き方が子どもにひびく』企画室 1994

### 共編著
- 『教育相談』品川不二郎共著　日本文化科学社　1956
- 『この子この親 教育相談の実例』品川不二郎共著　日本文化科学社　1956
- 『意欲のある子への導き方』品川不二郎,西尾豪之共著　文民書房　1960　親と教師のための教育新書
- 『子どもとつきあう法 思春期の子どもの見方と扱い方』品川不二郎共著　1963　主婦の友新書
- 『ママの入試対策 付・頭を働かす食事』品川不二郎共著　鎌倉書房　1963
- 『年齢別しつけ相談』品川不二郎共著　主婦の友社　1964
- 『PTA事典 親と先生のための教育百科』重松敬一,平井信義共編　第一法規出版　1964
- 『わが子とつきあう法』品川不二郎共著　1966　主婦の友新書
- 『現代家庭教育事典』堀秀彦,重松敬一共編　第一法規出版　1967
- 『音楽才能の伸ばし方』伊藤英造共著　あすなろ書房　1968　才能教育シリーズ
- 『一～二・三～四・五～六歳の心理としつけ』品川不二郎共著　あすなろ書房　1973
- 『初めての一年生 親へのアドバイス』平田圭子共著　あすなろ書房　1976
- 『あなたはよい親?よくない親?』品川不二郎共著　田研出版　1992